# Krzysztof Karwat
Krzysztof Karwat (n. 19 aprilie 1958, Świętochłowice, Voievodatul Silezia, Polonia) este un poet, eseist, publicist și critic literar polonez. A absolvit teatrologia la Universitatea Sileziană din Katowice în anul 1981. A activat ca publicist prin mai multe redacții ale unor reviste și ziare din Katowice.

## Publicații literare
- Powtórka z polskiego (1986)
- Dowód osobisty (1990)
- Ten przeklęty Śląsk (1996)
- Jak hanys z gorolem. Rozważania o Górnym Śląsku (1999)
- Ślad (2001)
- Marcel Kochańczyk. 17 lat z Teatrem Rozrywki (2010)
- Stanisław Bieniasz. Śląski los (2011)
- Stąd do Broadwayu. Historia Teatru Rozrywki (2011).